# San Pedro Sacatepéquez (San Marcos)
Pour les articles homonymes, voir San Pedro Sacatepéquez.
San Pedro Sacatepéquez est une ville du Guatemala située dans le département de San Marcos.
La ville de San Pedro est nommé d'après l'apôtre Pierre et le coq est la mascotte officielle. Les habitants sont connus sous le nom de Shecanos qui rappelle la sheca, une pâtisserie locale. La localité est située sur la route de la ville de Quetzaltenango dans la vallée de La Ermita y la Esmeralda et est adjacente à San Marcos. Une rivalité existe avec la capitale départementale lors des évènements sportifs et San Pedro est parfois considéré comme la capitale économique en raison de la présence de la majorité des entreprises bien que les universités, les écoles privées et militaires sont basées à San Marcos. D'une forte population maya, le mam et l'espagnol sont les principaux dialectes utilisés.

## Histoire

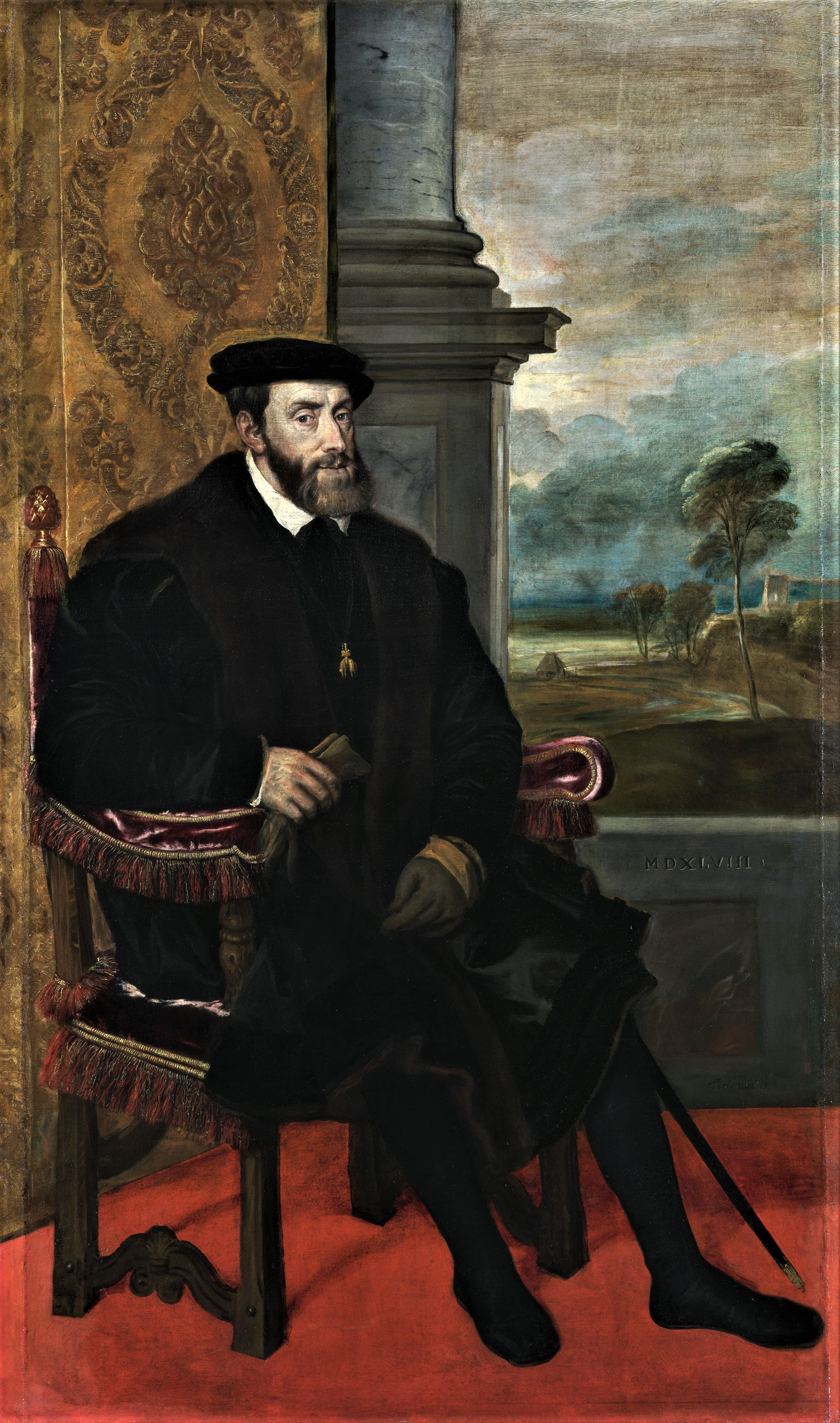
L'empereur Charles Quint d'Espagne en 1548. Peinture de Titien.

La premier texte documentant San Padro Sacatepéquez date du 1er mai 1543 alors que l'empereur Charles Quint, se trouvant à Barcelone, remercie la population de Sacatepéquez pour les services rendus lors de la conquête de Lacandón et de Verapaz sur les côtes du Pacifique,.

## Après l'indépendance
Le 13 octobre 1876, le décret 165 du gouvernement de Justo Rufino Barrios permet d'améliorer les conditions de la population locale à la suite d'une pétition d'hommes politiques locaux. Ce décret permet aux habitants d'être déclarés ladinos et de pouvoir entre autres utiliser des vêtements occidentaux. Cette décision est abrogée le 29 août 1935 par le décret #1719 du président et général Jorge Ubico Castañeda.

## Révolte Quetzaltenango
En septembre 1897, après le double échec du chemin de fer interocéanique et de l'Exposición Centroamericana qui entraîne une crise économique profonde à travers le pays, amplifiée par la chute des prix internationaux du café et du diamant, la population Quetzaltengo prend les armes à la suite de la décision du président José María Reina Barrios de prolonger son mandat jusqu'en 1902. Un groupe de rebelles parmi lesquelles se trouve Próspero Morales, un ancien secrétaire du cabinet de Reina Barrios, débute le combat le 7 septembre 1897 par une attaque de San Marcos. Après plusieurs batailles et gains, la rebellions est complètement matée le 4 octobre. En réaction, San Pedro Sacatepéquez devient la capitale du département de San Marcos le 23 octobre.

## XXesiècle
L'éruption du Santa María dans le département voisin de Quetzaltenango en 1902 entraîne la destruction de la ville, ainsi que de San Marcos. Le volcan était en dormance depuis au moins 500 ans, mais plusieurs secousses sismiques dès janvier 1902 préfigure l'éruption du 24 octobre au cours de laquelle une estimation de 5,5 km³ de magma est relâché.
La ville est reconstruite en décembre 1926, mais est ensuite annexée à San Marcos en décembre 1935 pour former la municipalité de La Unión San Marcos. Cette dernière est dissoute en juillet 1945 et San Marcos conserve le titre de capitale.

## Géographie
San Pedro Sacatepéquez est situé à 249 km de la capitale Guatemala et à 48 km de Quetzaltenango.

## Galerie

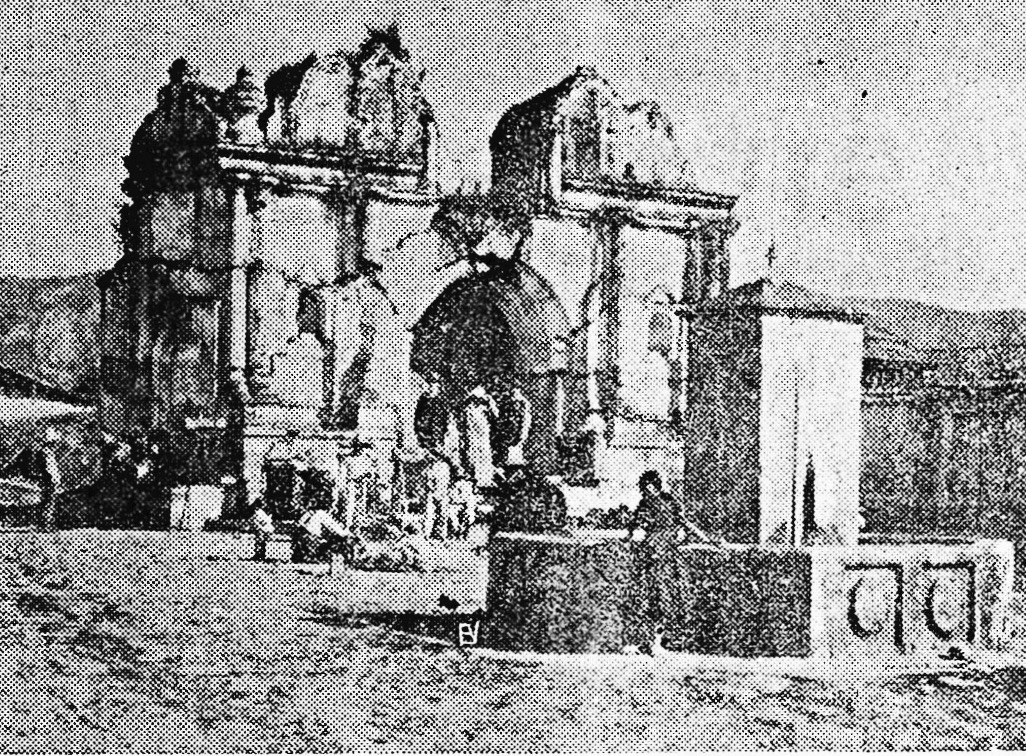
L'église catholique de San Pedro Sacatepéquez en ruine en 1925
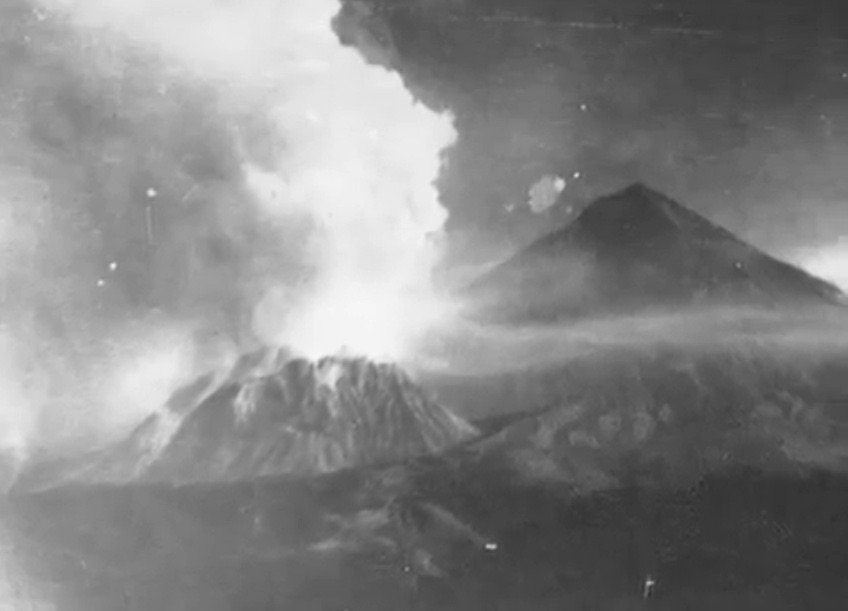
Le volcan Santa María en éruption en 1902.
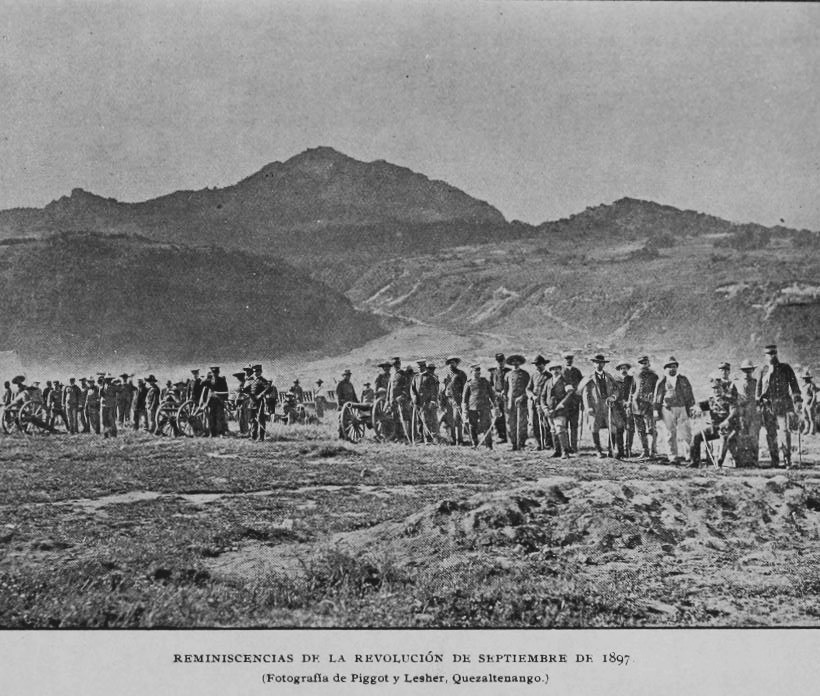
Général de brigade García León brigade dans le  Totonicapán. Forces armées loyales au président Reina Barrios